# Castell de Quermançó
Das Castell de Quermançó, auch Castell de Carmençó, (Katalanisch für ‚Burg von Quermançó‘, auf Spanisch Castillo de Carmanso) ist eine Burgruine aus dem 11. Jahrhundert in der Gemeinde Vilajuïga.

## Lage
Das Castell de Quermançó befindet sich auf einem zirka 120 Meter über dem Meeresspiegel gelegenen schroffen Felsen und gilt heute als wichtiges Beispiel der katalanischen Verteidigungsburgen des Mittelalters.   

## Geschichte
Die gesicherte Geschichte der Burg lässt sich bis in das Jahr 1078 zurückverfolgen. In diesem Jahr richtete Graf Ponç I. das Archiv seiner Grafschaft Empúries in der Burg ein. Wiederholt wurde das Castell in den nachfolgenden Jahrhunderten Schauplatz von blutigen Kämpfen der politischen und militärischen Mächte in der Region. Im Jahre 1808 wurde die Burg von den Franzosen unter Napoleon Bonaparte erobert. Während der napoleonischen Kriege wurde die Burganlage zunächst weiter ausgebaut und als Waffen- und Munitionsdepot genutzt. Beim Rückzug der Franzosen aus Spanien ließ Marschall Suchet das Castell im Jahre 1814 sprengen und damit in die heutige Ruine verwandeln.

## Mythen und Legenden
Einer volkstümlichen Sage nach war die Burg zeitweise Aufbewahrungsstätte des Heiligen Grals. Ritter der Katharer sollen dieser Überlieferung nach auf der Flucht vom Montsegur den Heiligen Gral zunächst im Castell de Quermançó versteckt haben. Später soll der Blutkelch Jesu dann von dort aus nach Montserrat gebracht worden sein.
Einer anderen Legende nach war die Burg der Sitz des Zauberers Klingsor, des Widersachers der Ritter Parzival und Gawan aus der Gralssage.
Einer weiteren Sage nach soll sich in den ehemaligen unterirdischen Fluchtgängen der Burg heute noch eine Ziege aus Gold befinden, die ein maurischer König oder aber die Juden von Vilajuïga auf ihrer Flucht dort versteckt haben sollen.
Die Räuberhauptfrau „Gräfin Teresa von Molins“ aus Sant Pere Pescador soll im 19. Jahrhundert die Burg ebenfalls als Versteck genutzt und das Castell und ihre Räuberbande am Ende mit Restbeständen des französischen Pulvers in die Luft gesprengt haben.

## Salvador Dalís Beziehung zum Castell
Salvador Dalí besaß eine besondere Vorliebe für die Burgruine, die an der Straße zwischen seinem Geburtsort Figueres und seinem Wohnort Portlligat bei Cadaqués liegt. Er plante dort eine große Orgel bauen zu lassen, die ausschließlich durch die Wirkung des dort sehr oft stark wehenden Nordwindes Tramontana Musik erzeugen sollte. Dieses  Projekt wurde nach Dalís Tod vor einigen Jahren vom heutigen Eigentümer und den „Freunden der Burg“ erneut aufgegriffen, aber noch nicht realisiert. In den 1960er Jahren wollte Dalí die Ruinen der Burg für seine Frau Gala kaufen und ausbauen lassen; der gebotene Kaufpreis erschien dem seinerzeitigen Eigentümer aber als zu gering. Dalí wählte für zwei seiner Gemälde das Castell de Quermançó als Motiv.

## Heutiger Zustand und Nutzung
Von der ursprünglichen Burg sind die Außenmauern und ein halber Turm erhalten geblieben. Der Privateigentümer des Castells de Quermançó hat den Zugang zur Ruine und das nach der Sprengung übrig gebliebene Burginnere in landschafts- und denkmalgerechter Weise gestalten lassen. Das touristische Empfangszentrum Centre d’Acollida Turistica (CAT) in Vilajuïga bietet heute Führungen zur Burgruine an.
Darüber hinaus dient die Burg als Markenzeichen der örtlichen Mineralwasserquelle, die bereits seit 1904 als Aigua de Vilajuïga in der Region vertrieben wird.

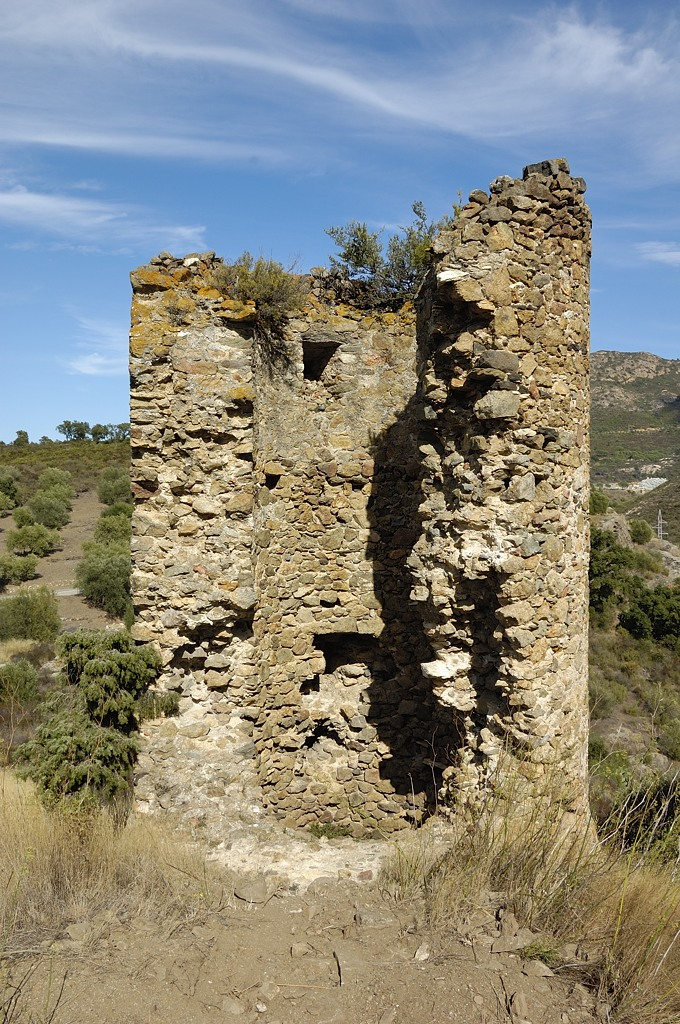
Turmruine
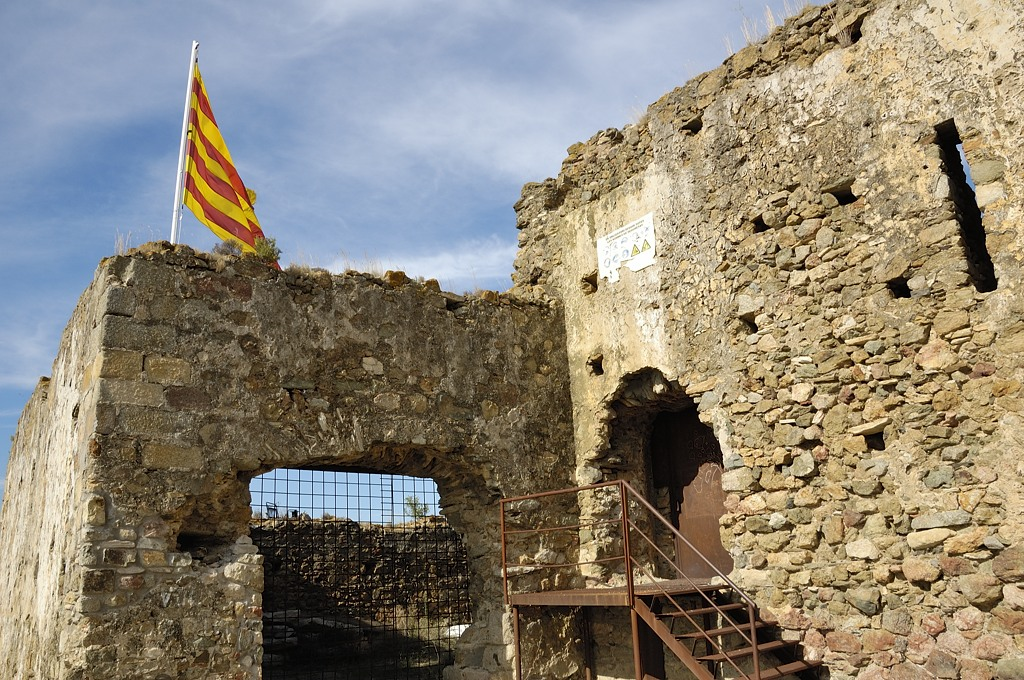
Detailansicht
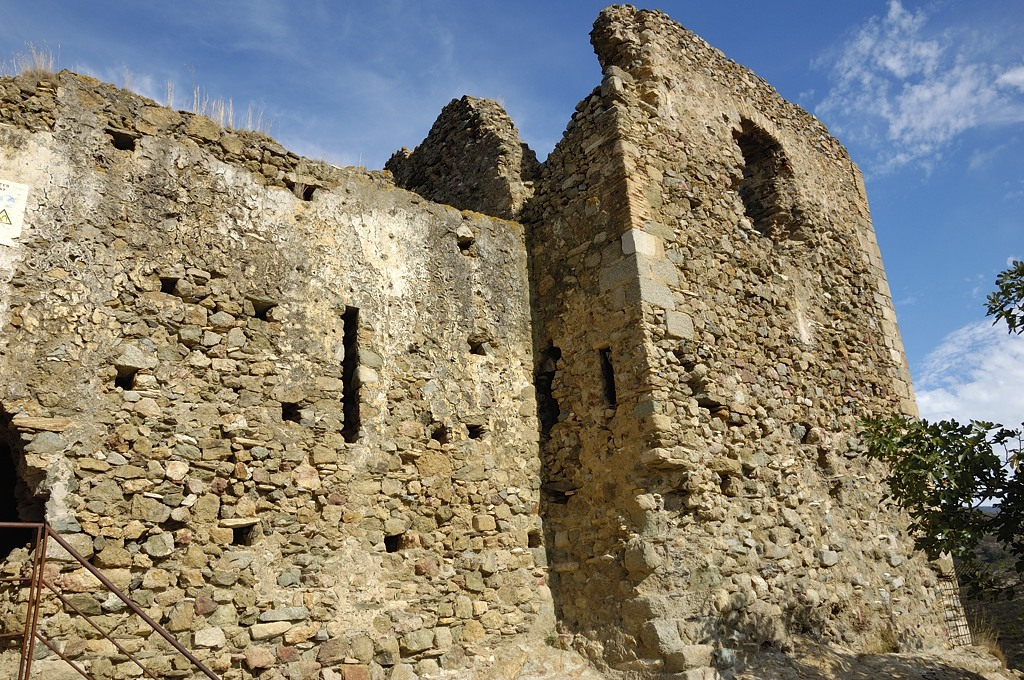
Detailansicht
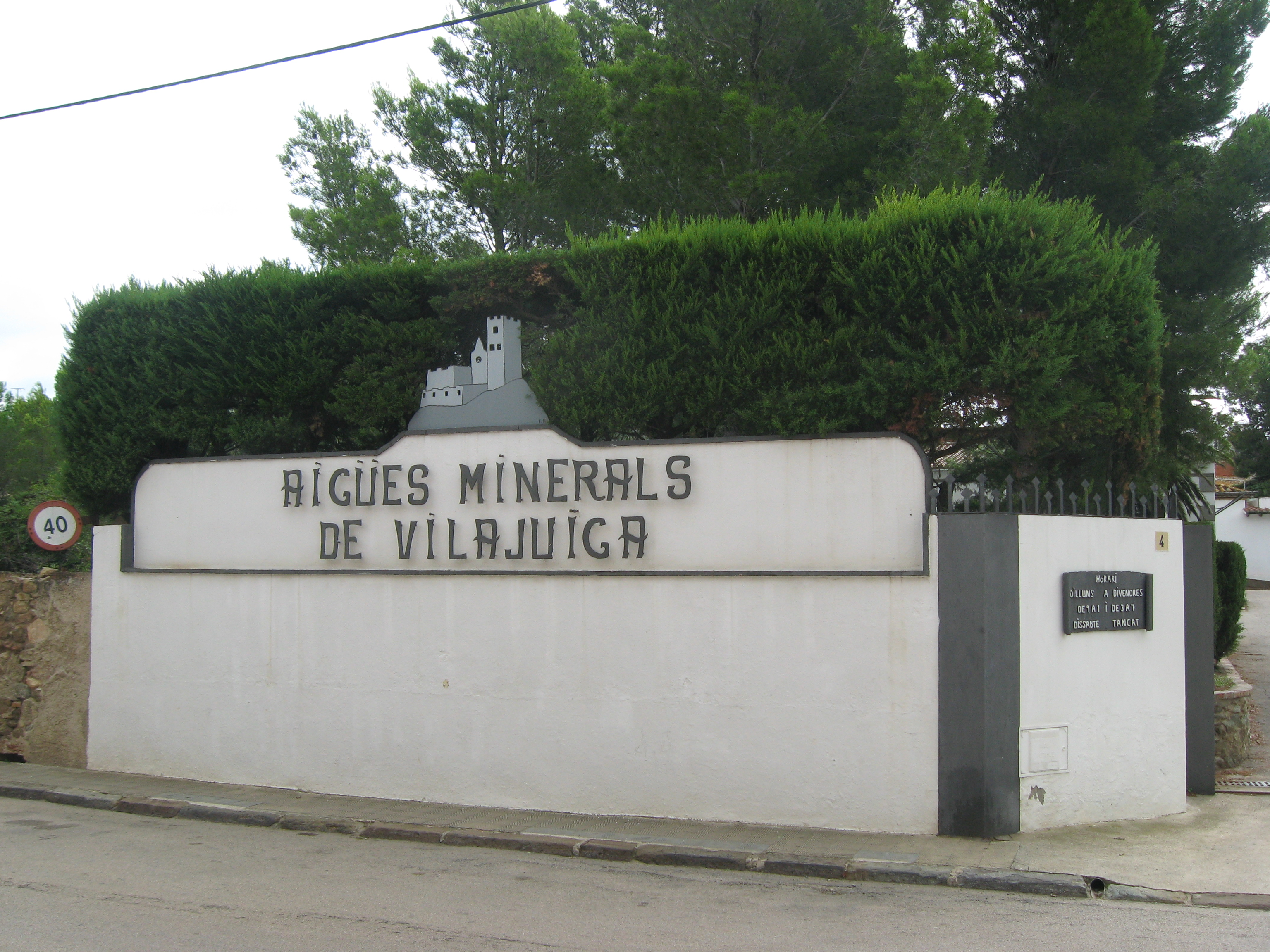
Markenlogo